# Anileridina
La anileridina es un fármaco analgésico sintético de potencia elevada y miembro de la clase de agentes analgésicos derivados de la piperidina desarrollado por Merck en la década de 1950. Es un análogo de la petidina (meperidina).

## Química
Se diferencia de petidina (meperidina) en que el grupo N-metilo de la petidina se sustituye por un grupo N-aminofenetil, lo que aumenta su actividad analgésica.

## Mecanismo de acción
Es un agonista del Receptor opioide μ. Los receptores opiáceos se acoplan con los receptores de la proteína G y funcionan como reguladores positivos y negativos de la transmisión sináptica a través de proteínas G que activan proteínas efectoras. La unión del opiáceo estimula el intercambio de Guanosín trifosfato (GTP) por Guanosín difosfato(GDP) en el complejo de la proteína G. Mientras el sistema efector es la adenilato ciclasa y el AMPc situado en la superficie interna de la membrana plasmática, los opioides disminuyen el AMPc intracelular por inhibición de la adenilato ciclasa. Posteriormente se inhibe la liberación de neurotransmisores nociceptivos como la sustancia P, GABA, dopamina, acetilcolina y noradrenalina. Los opioides también inhiben la liberación de vasopresina, somatostatina, insulina y glucagón. Opioides tales como la anileridina cierran los canales de calcio de tipo N operados por voltaje (agonista del receptor OP2) y abren los canales de potasio de rectificación dependientes de calcio hacia el interior (agonista de los receptores OP3 y OP1). Esto da lugar a una hiperpolarización y excitabilidad neuronal reducida.

## Farmacocinética
La anileridina tiene efecto dentro de los 15 minutos de la administración oral o intravenosa, y dura 2-3 horas. La mayor parte se metaboliza por el hígado. Los metabolito excretados son el ácido P-aminofenilacético y normeperidina en ratas.

## Usos
La anileridina posee propiedades analgésicas útiles para el alivio del dolor moderado a severo. Al igual que con la petidina, otro uso es como complemento analgésico en la anestesia general (ayuda a reducir la cantidad de anestésico necesario, para facilitar la relajación, y para reducir los espasmos laríngeos.Así mismo, sus efectos adversos son compartidos con los de la petidina.

## Otros efectos
La anileridina posee efectos antihistamínicos, espasmolíticos y antitusivos. La principal acción farmacológica de la anileridina se ejerce sobre el sistema nervioso central. La depresión respiratoria, si se produce, es de menor duración que la observada con la petidina o la morfina cuando se administran en dosis analgésicas equipotentes.

## Toxicidad
Los síntomas por sobreexposición incluyen mareos, sudoración, sensación de calor, sequedad de boca, dificultad visual, picazón, euforia, agitación, nerviosismo y excitación.

## Estado legal
La anileridina está bajo fiscalización internacional desde 1961. Ya no se fabrica en los EE. UU. ni en Canadá. En México es una sustancia considerada ilegal.